# Somos (álbum)
Somos é o álbum de estreia do cantor e compositor mexicano Christopher Uckermann, lançado no dia 16 de novembro de 2010 pela gravadora independente peerT6H Music. Uma versão deluxe do álbum foi lançada em 13 de fevereiro de 2012, somente nas plataformas digitais. O disco possui a total direção criativa de Uckermann, que foi creditado junto a outros compositores em dez de suas onze faixas. As suas gravações foram realizadas de 2009 a 2010, enquanto o intérprete atuava na série televisiva Kdabra, para a qual gravou o tema de abertura "Vivir soñando" — esta e outras faixas usadas em Kdabra foram incluídas no álbum. Produzido por George Noriega, Jodi Marr, Luigie Gonzalez, Roman X, Dan Vikta e Ulises Lozano, Somos trata-se de um projeto experimental de música pop e electronica cujo conteúdo lírico inclui temas como proteção ambiental, amor, igualdade e individualidade humana.
Para promover o álbum, foram lançados dois singles, "Sinfonía" e "Apaga la máquina". Somos entrou nas paradas musicais americanas Billboard Latin Pop Albums e Billboard Latin Albums, nas quais atingiu, respectivamente, as posições de número 14 e 72. Também alcançou o 79.º posto na parada de álbuns da Associação Mexicana de Produtores de Fonogramas e Videogramas (AMPROFON).

## Antecedentes
Em 15 de agosto de 2008, a separação do RBD foi anunciada por meio de um comunicado oficial em sua página oficial. Em sequência ao anúncio, o grupo realizou uma turnê de despedida cujo último concerto se deu em Madri, na Espanha, em 21 de dezembro. Nesse meio tempo, gravaram um último álbum de estúdio, Para olvidarte de mí, que foi lançado em março de 2009.
Não obstante, cada integrante seguiu em atividades solo, com Uckermann anunciando que lançaria um EP cujo primeiro single seria "Light Up the World Tonight". A canção, interpretada em inglês com trechos em espanhol, foi primeiramente apresentada em alguns dos últimos concertos do RBD e lançada no mesmo mês em que Para olvidarte de mí saiu à venda. Com o lançamento da faixa, em que assumiu artisticamente o von em seu nome, Uckermann declarou que ela não se travava de um single, pois não faria parte de seu primeiro projeto musical. Sobre sua carreira solo a partir de então, ele revelou: "Tenho em mente fazer uma turnê, poder encontrar todos os fãs de todo o mundo onde me conheçam para me dar ideias. Também é [meu objetivo] ir a cada país e gravar uma canção com músicos locais daquele país, escrever uma canção que tenha o sabor de cada país."
Tal como anunciado, Uckermann se apresentou em vários localidades no Brasil ainda em 2009, como parte de uma turnê promocional. Na época, ele começou a gravar a telessérie Kdabra, na qual desempenhou o protagonista, além de ter composto temas musicais para sua trilha sonora, como "Vivir soñando". No ano seguinte, começou a promover o folhetim com miniconcertos, e ao mesmo tempo gravava material para seu projeto musical.

## Produção e composição
Disfrutei muitíssimo do RBD, mas em termos de gosto musical, [o grupo] não era 100% meu. Agora tive mais liberdade criativa ... Pude me dar ao luxo de escolher cada canção e decidir onde eu queria ir, planejar, escrever.

Uckermann comparando Somos à discografia do RBD
Uckermann conciliou as gravações de Kdabra com as do álbum. "Eu acabei de gravar uma série de TV para a Fox Internacional, da qual também fiz trilha sonora. Consigo fazer os dois: atuo, componho a trilha sonora, gravo um CD, depois saio em turnê e volto para atuar. A razão pela qual eu faço os dois é porque minha música não é tão comercial, é um pouco alternativa", disse ele. Até quarenta canções foram feitas durante a criação do registro, mas apenas onze destas foram escolhidas para integrá-lo.
Musicalmente, Somos é um disco pop de estilo experimental que incorpora electronica e big band, estes últimos presentes em "Situación perfecta". O rock também aparece no álbum, como no caso da faixa bônus "Right Now". Uckermann descreveu Somos como "uma combinação do orgânico, com a percussão, as cordas. É uma mistura entre o etéreo e o terreno". Seu conteúdo lírico trata a respeito da proteção ambiental, amor, igualdade e individualidade humana. Com influências de Michael Jackson e Queen, o disco também possui um estilo futurístico, mais notável em "Hacia el Sol", segundo o intérprete. "Apaga la máquina", originalmente intitulada apenas "La máquina", é uma canção sobre "como a tecnologia se interpõe entre duas pessoas". O intérprete revelou ainda: "Sempre tive a ideia de que o uso diário da tecnologia para nos comunicar nos torna seres mais frios". Sobre "Sinfonía", por sua vez, Uckermann disse: "As letras são bastante básicas e simples, apenas com o interesse de serem compreendidas, que se consiga atingir aquele lugar onde todos nos encontramos para criar uma sinfonia de amor." A faixa título "Somos" discorre sobre o planeta Terra em termos de proteção ambiental. Penúltima faixa do disco, "Mente mayor" foi composta sob a perspectiva de uma criança sobre "o mundo dos adultos".

## Divulgação e lançamento
O primeiro single para a divulgação de Somos foi "Sinfonía", lançado mundialmente em 22 de setembro de 2010, nas plataformas digitais. O videoclipe da canção foi lançado em 8 de novembro do mesmo ano no canal de Uckermann no YouTube. A maior parte de seu material original foi perdida após furtarem as fitas de filmagem junto com equipamento de vídeo, durante a estada do cantor e sua equipe na Califórnia, para as filmagens. No material lançado, Uckermann interpreta a canção em um mundo de fantasia. Em 16 de novembro seguinte, Somos foi lançado digitalmente em todo o mundo, com "Imaginación" como faixa bônus. Na mesma data, passou a ser distribuído em CD tanto nos Estados Unidos como no México. "Apaga la máquina" começou a ser promovida como o segundo e último single a partir de 2011, e não teve um videoclipe, ao passo que "Someday" foi cogitada pelo artista como um possível foco de promoção do álbum. O CD de Somos foi lançado no Brasil somente em 20 de julho de 2011, em um edição exclusiva contendo "Right Now" como faixa bônus, sendo distribuída pelo selo independente Coqueiro Verde. O trabalho foi digitamente relançado em 13 de fevereiro de 2012, em uma edição deluxe, incluindo "Imaginación", "Right Now" e outras três canções inéditas — todas aparecem em Kdabra.

## Lista de faixas
| Somos – Edição padrão |                      |                                                      |                |         |  |
| N.º                   | Título               | Compositor(es)                                       | Produtor(es)   | Duração |  |
| 1.                    | "Mundo irreal"       | Luige Gonzalez Christopher Uckermann                 | Gonzalez       | 4:06    |  |
| 2.                    | "Situación perfecta" | Uckermann Roman X Dan Vikta Miguel Blas              | Roman X Vikta  | 3:43    |  |
| 3.                    | "Hacia el Sol"       | Uckermann Ximena Murioz Klaus Derendorf              | Gonzalez       | 3:51    |  |
| 4.                    | "Apaga la máquina"   | Uckermann Derendorf Claudia Blant                    | Gonzalez       | 3:57    |  |
| 5.                    | "123"                | Uckermann Tiago D'erríco                             | Gonzalez       | 3:37    |  |
| 6.                    | "Sinfonía"           | George Noriega Uckermann Jodi Marr Rob Wells         | Noriega Marr   | 3:55    |  |
| 7.                    | "Someday"            | Ramez Iskander                                       | Gonzalez       | 2:50    |  |
| 8.                    | "Somos"              | Uckermann Guillermo Rosas Noriega Marr               | Noriega Marr   | 4:19    |  |
| 9.                    | "Talvez"             | Uckermann Ramez Iskander Miguel Garrocho Miguel Blas | Gonzalez       | 2:51    |  |
| 10.                   | "Mente mayor"        | Uckermann                                            | Roman X Vikta  | 2:51    |  |
| 11.                   | "Vivir soñando"      | Uckermann Gil Cerezo Ulises Lozano Blas              | Cerezo Lozano  | 3:57    |  |
| Duração total:        | Duração total:       | Duração total:                                       | Duração total: | 44:13   |  |

| Somos – Edição deluxe |                  |                                                                    |                |         |  |
| N.º                   | Título           | Compositor(es)                                                     | Produtor(es)   | Duração |  |
| 12.                   | "Imaginación"    | Roman X Dan Vikta Uckermann                                        |                | 4:12    |  |
| 13.                   | "Beautiful Life" | Gonzalez Uckermann                                                 | Gonzalez       | 4:03    |  |
| 14.                   | "Right Now"      | Uckermann Rosas Kara DioGuardi                                     |                | 3:17    |  |
| 15.                   | "Supernova"      | Uckermann Leticia Asencio Carlos Montlel John Mulchaey Pablo Dylan | Gonzalez       | 3:30    |  |
| 16.                   | "Luna negra"     | Pierre Schilling David Logde Gonzalez Uckermann Asencio            | Gonzalez       | 3:45    |  |
| Duração total:        | Duração total:   | Duração total:                                                     | Duração total: | 63:07   |  |

## Desempenho comercial
Em 4 de dezembro de 2010, Somos estreou simultaneamente na Billboard Latin Pop Albums e na Billboard Top Latin Albums, ocupando respectivamente as posições de número 14 e 72. Em ambas as paradas, permaneceu apenas uma semana. No gráfico de álbuns da Associação Mexicana de Produtores de Fonogramas e Videogramas (AMPROFON), debutou na 90.ª colocação e, após uma semana fora da contagem, voltou, pela última vez, no posto de número 79.

### Paradas musicais
| Parada musical (2010)                       | Melhor posição |
| ------------------------------------------- | -------------- |
| Estados Unidos (Billboard Latin Pop Albums) | 14             |
| Estados Unidos (Billboard Top Latin Albums) | 72             |
| México (AMPROFON)                           | 79             |

## Créditos
Créditos adaptados do encarte do álbum Somos.
- Produção – George Noriega, Jodi Marr, Luigie Gonzalez, Roman XDan Vikta, Ulises Lozano, Gil Cerezo
- Produção executiva – Guilhermo Rosas, Richard Bull